# Heinrich Mücke
 (juillet 2025).
Pour les articles homonymes, voir Mucke.
Heinrich Karl Anton Mücke (né le 9 avril 1806 à Breslau, mort le 16 janvier 1891 à Düsseldorf) est un peintre prussien.

## Biographie
Après des cours de peinture et de dessin avec Johann Heinrich Christoph König père, à dix-huit ans, il s'inscrit à l'académie des arts de Berlin où il rejoint le groupe d'étudiants silésiens autour de Wilhelm von Schadow. En 1826, il le suit à l'académie des beaux-arts de Düsseldorf. Il apprend la fresque, technique démodée, soutenue par les directeurs Peter von Cornelius et Schadow. Sur la base d'une bourse de travail d'un an qui lui est accordée par l'État prussien en 1833, il passe l'année 1834-1835 principalement dans le cercle des nazaréens à Rome. Il trouve alors son sujet, la peinture d’histoire religieuse. En 1844, Mücke expose pour l'association d'art pour la Rhénanie et Westphalie (de) et aux expositions des académies à Berlin et à Dresde. En 1844, il est nommé professeur d'anatomie à l'académie de Düsseldorf. En 1847, son fils Karl naît et deviendra également peintre. En 1848, il est nommé professeur et est l'un des fondateurs de l'association d'artistes Malkasten. Dans les années 1850, il fait des voyages en Angleterre et en Suisse. Après sa retraite en 1867, il se consacre principalement aux techniques graphiques et au travail.

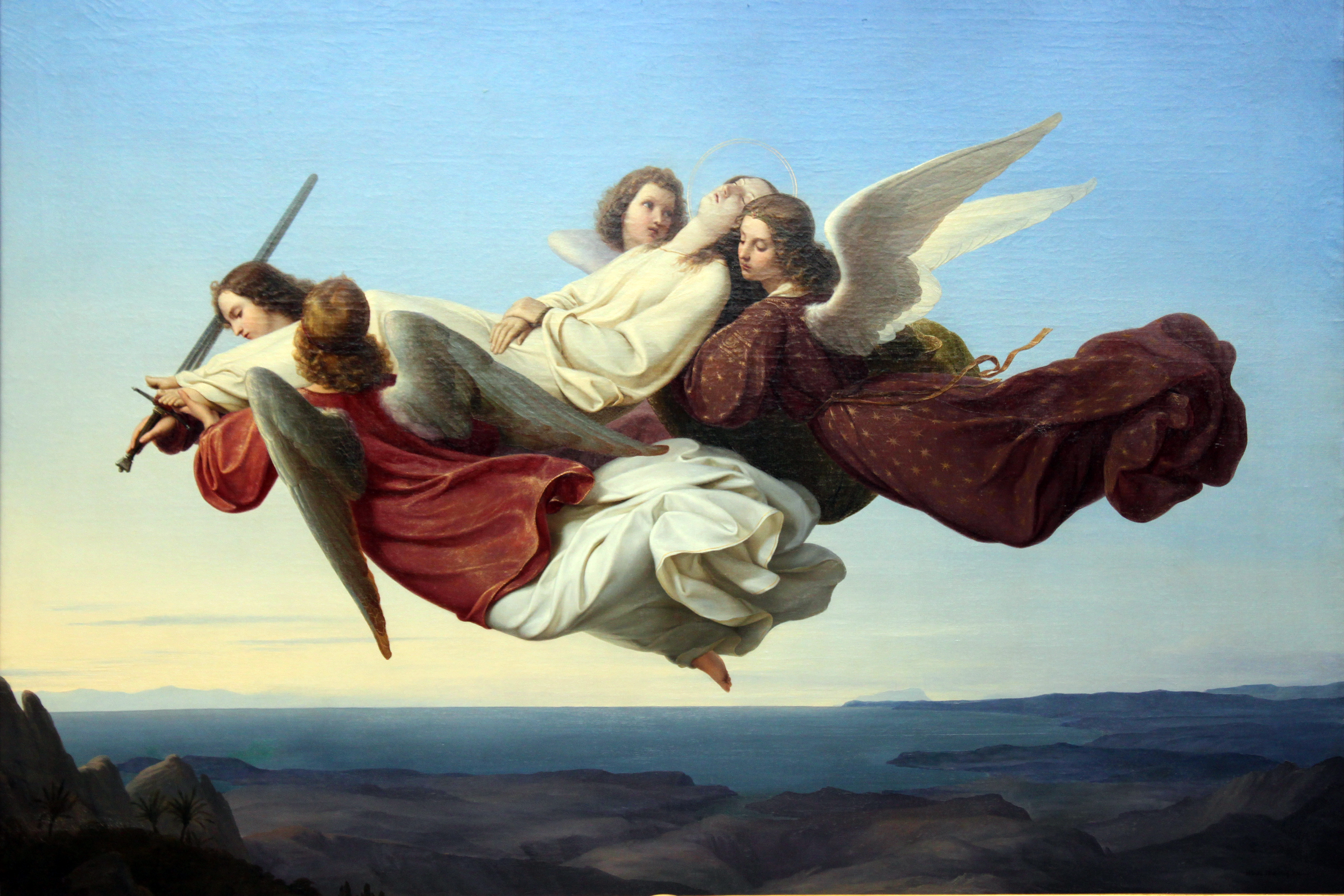
Sainte Catherine d'Alexandrie portée après sa mort en martyre par des anges au Sinaï, 1836